# نهر السنغال

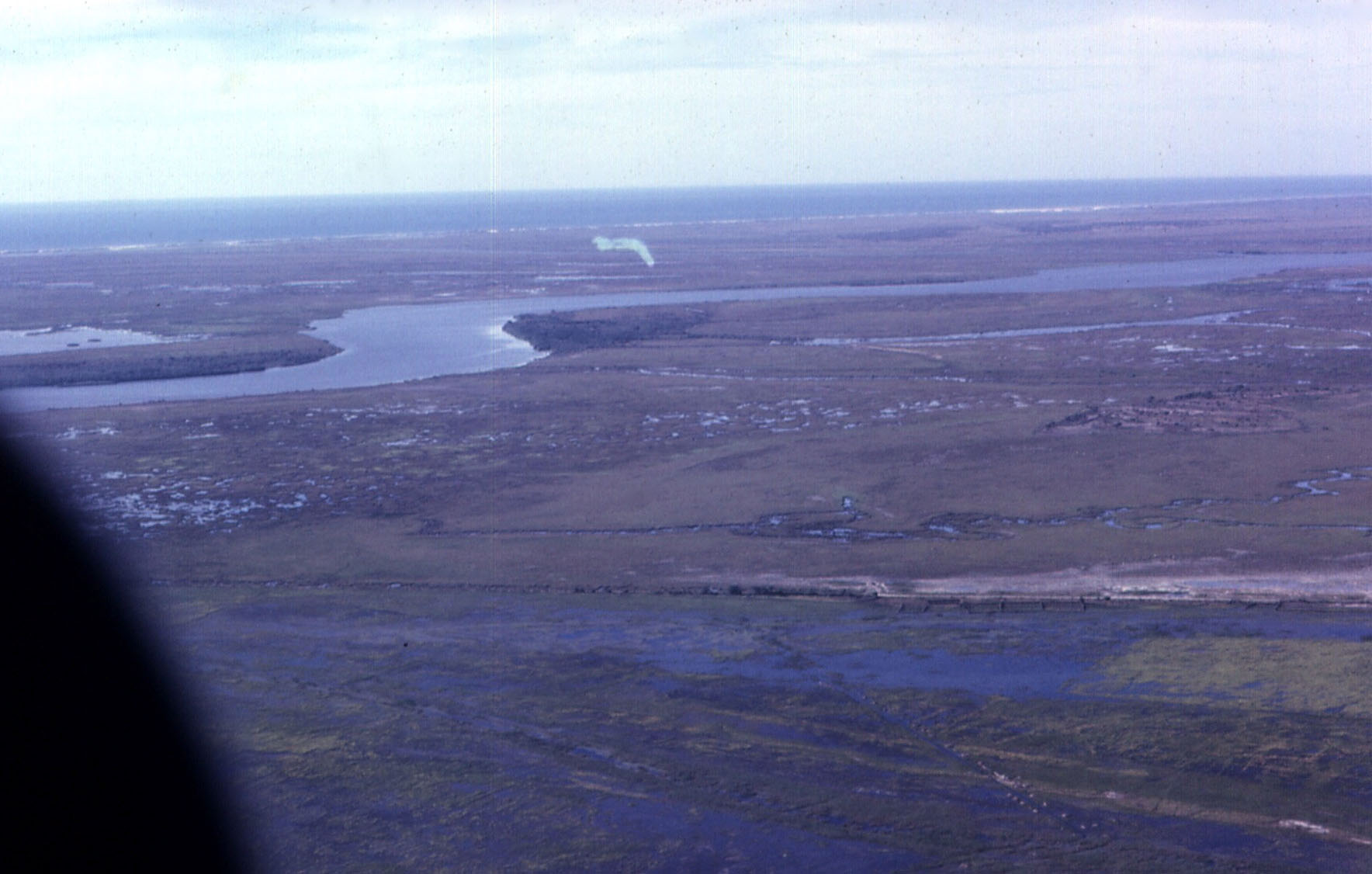
نهر السينغال

نهر السنغال (بالإنجليزية: Senegal River) هو نهر يجري في أقصى غرب قارة أفريقيا, وهو يحتل مرتبة مميزة في قائمة أطول الأنهار الأفريقية وأشهرها وكان يعرف قديما عند المؤرخين العرب والمسلمين بنهر صنهاجة.
يمتد حوض النهر الذي ينبع من هضبة (فوته جالو) في غينيا عبر 4 دول أفريقية، وهي بالترتيب غينيا، مالي، السنغال, وموريتانيا, ثم يصب في نهاية رحلته بالقرب من مدينة سانت لويس في المحيط الأطلسي, قاطعا خلالها مسافة تقدر بحوالي 1790 كيلومتر, وهي مقدار الطول الإجمالي للنهر، بينما تبلغ مساحة حوضه حوالي 340 ألف كيلومتر مربع.
تعد موريتانيا والسنغال الدولتين الأكثر اعتمادا على مياه النهر، حيث أتاح لهما إمكانية زراعة محصولين في السنة، هذا فضلا على المراعي الطبيعية التي نمت على ضفاف النهر الموجودة في كلتا الدولتين التي ساعدت على ازدهار حرفة الرعي في هذه المناطق.
يشكل النهر حدودا طبيعية بين الدولتين، ومع ذلك لا يعد حاجزا بينهما بل مثل لهما وعلى مر التاريخ نقطة التقاء في كثير من نواحي الحياة، فالسكان القاطنون على ضفتي النهر في كلا البلدين ينتمون لأجناس عربية وزنجية تتلاقى بشكل كثيف، بل وأحيانا تشكل نفس العائلات التي انشطرت إلى نصفين أحدهما موريتاني والآخر سنغالي، هذا بالإضافة لتشابه أنماط وأساليب الإنتاج بين الجماعات القاطنة ضفاف النهر، فنجدهم يزرعون نفس المحاصيل، ويمارسون نفس الحرف والأنشطة الاقتصادية، ويعد النهر الوحيد الذي يجري في الأراضي الموريتانية.
يتميز مجرى النهر بالانحدار التدريجي في المنطقة الساحلية المستوية، فنجده يجري في مجرى مائي قليل العمق، عندما يقترب من الساحل، كما يغذيه رافدان أساسيان هما نهر بافينج ونهر باخوي, حيث يلتقيان به عند منطقة بافلوبي في مالي, ويواصل النهر خط سيره بعد التقاءه بهما باتجاه الشمال الغربي إلى أن يصل إلى منطقة المصب.
تقع على دلتا النهر محمية طبيعية لأكثر من مليون نوع من الطيور النادرة، يطلق عليها (محمية حوض دياولنغ الوطنية للطيور), التي دخلت ضمن قائمة اليونسكو, كأبرز الأماكن الأثرية والسياحية في العالم، كما وضعته اليونسكو أيضا عام 2000 على قائمة الأنهار المعرضة للخطر نتيجة للزيادة غير الطبيعية للنباتات المائية التي تنمو فيه، وتطفو على سطحه، وتعرضه للتلوث وتشوه منظره.
لاستثمار طاقاته أنشئت (منظمة استثمار نهر السنغال)، التي تضم موريتانيا ومالي والسنغال، وقد تم تشييد سدّين كبيرين لاستغلال مياه النهر هما سدا دياما وماننتالي.

## تقديم منح من البنك الدولي
في 5 ديسمبر 2013 في واشنطن العاصمة،  وافق مجلس المديريين التنفيذيين بالبنك الدولي آنذاك على تقديم 228.5 مليون دولار من المنح والقروض بهدف تعزيز إدارة المياه في  حوض نهر السنغال  وزيادة تحسين آفاق التنمية في بلاد الحوض.